# رضبة حائدة
رَضَبَة حائِدة هو نوع من النباتات المزهرة النضرة في جنس الرضبة مهده المكسيك وأُدخِل إلى جمهورية الدومينيكان وانيزلندة وفيتنام.  أزهارها معتدلة الحجم لونها إلى الصفرة الحمراء المواج. تنويرها يستمر من نيسان إلى أيار.